# Nils Ericson (Ingenieur)

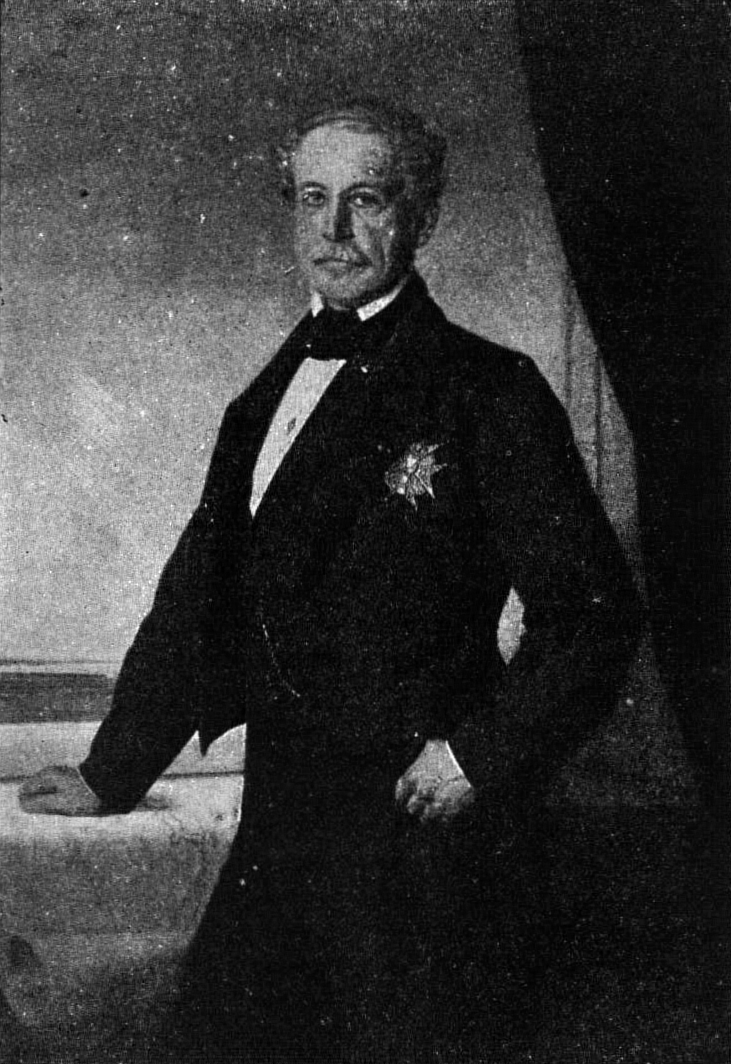
Nils Ericson auf einem undatierten Gemälde

Nils Ericsson, später Nils Ericson (* 31. Januar 1802 bei Långban in Värmland; † 8. September 1870 in Stockholm) war ein schwedischer Ingenieur.

## Leben
Nils Ericsson war der ältere Bruder von John Ericsson, einem Erfinder, der in England und in den USA wirkte. Er wurde 1823 Unterleutnant im Ingenieurkorps der schwedischen Armee und 1828 zum Leutnant befördert. Weitere Beförderungen in seiner Militärkarriere waren 1830 zum Kapitän, 1832 zum Major und 1850 zum Oberst im mechanischen Korps der Schwedische Marine, das 1851 zum Väg- och vattenbyggnadskåren wurde.
Seit 1855 wirkte Ericsson als Leitender Ingenieur der Eisenbahnbauten des Staates und war am Ausbau der schwedischen Eisenbahnen maßgeblich beteiligt. Als Ingenieur wurde er insbesondere bekannt durch den Bau des Trollhätte-Kanals zwischen 1837 und 1844. Er ließ zwischen 1849 und 1856 in Finnland den Saimaa-Kanal zwischen dem See Saimaa und dem Finnischen Meerbusen errichten.
Als er 1862 von der Leitung des Eisenbahnwesens zurücktrat, bewilligten ihm die Reichsstände eine lebenslange Pension von jährlich 15.000 Riksdalern. Bereits 1854 war er geadelt und 1860 in den Freiherrenstand erhoben worden.